# Plega paraensis
Plega paraensis är en insektsart som beskrevs av Penny 1983. Plega paraensis ingår i släktet Plega och familjen fångsländor. Inga underarter finns listade i Catalogue of Life.